# الکساندر کوچما
الکساندر کوچما (روسی: Александр Кучма؛ زادهٔ ۹ دسامبر ۱۹۸۰) بازیکن فوتبال اهل آلمان است.
از باشگاه‌هایی که در آن بازی کرده‌است می‌توان به باشگاه فوتبال غیرت، باشگاه فوتبال ایرتیش پاولودار، باشگاه فوتبال توبول، باشگاه فوتبال آستانه، باشگاه فوتبال اوکژتپس، باشگاه فوتبال اورداباسی، و باشگاه فوتبال روخ خوژوف اشاره کرد.
وی همچنین در تیم ملی فوتبال قزاقستان بازی کرده‌است.